# Kim Seong-hye
Kim Seong-hye, oder auch Kim Song-hye, (* 1965) ist eine nordkoreanische Funktionärin der Partei der Arbeit Koreas. Zurzeit steht sie dem Sekretariat des Komitee für die friedliche Wiedervereinigung des Vaterlandes vor. Sie war mehrmals Delegierte bei innerkoreanischen Treffen, bei denen Verhandlungen mit der südkoreanischen Seite geführt wurden. Im Jahr 2005 war sie beim „15. Innerkoreanischen Ministerialtreffen“ in Seoul eine der 33 nordkoreanischen Delegierten, unter denen sich erstmals auch drei Frauen befanden. Nach der Nordkorea-Krise 2013 hat sie die nordkoreanische Delegation geleitet, um mögliche Gespräche auf Ministerebene einzuleiten. Über ihre Ausbildung ist nicht viel bekannt. Es gibt einzig Gerüchte, sie hätte einen Abschluss der Kim-Il-sung-Universität.